# Maria (esposa de João Vladislau)
Maria foi uma imperatriz da Bulgária, esposa de João Vladislau.

## História
Não se conhecem os seus antecedentes e acredita-se que Maria tenha se casado com João no final do século X. Ele era filho de Aarão, o irmão do imperador Samuel. Em 987, Samuel ordenou que Aarão fosse executado por traição juntamente com a família inteira. O único sobrevivente do massacre foi João Vladislau, salvo pela intercessão de um primo, o filho de Samuel, Gabriel Radomir. O imperador Samuel morreu em 1014 e o trono búlgaro foi herdado por Gabriel. Porém, em 1015, João Vladislau assassinou seu salvador numa caçada perto de Ostrovo e tomou-lhe o trono.
O marido de Maria seguiu a política externa de seus predecessores e continuou a resistir à conquista bizantina da Bulgária, mas acabou sendo morto perante as muralhas de Dirráquio no inverno de 1018. Depois de sua morte, a imperatriz-viúva Maria e a maior parte nobreza e da corte se submeteram às forças de Basílio II em troca de garantias de que não seriam molestados, inclusive em relação às suas posses. Maria e seus filhos foram enviados para Constantinopla, onde ela recebeu o título de zoste patrícia ("dama de companhia" da imperatriz). Sua família foi integrada à corte bizantina e à aristocracia provincial.
Em 1029, Maria e Presiano participaram de um complô contra Romano III Argiro que acabou sendo descoberto. Presiano foi cegado e Maria, exilada para um mosteiro na Ásia Menor.

## Família
Maria e João tiveram diversos filhos, incluindo:
- Presiano, que sucedeu ao pai como imperador por um breve período em 1018.
- Aarão, um general bizantino.
- Alusiano, imperador da Bulgária por um breve período em 1041.
- Trajano. Pai de Maria da Bulgária, que se casou com Andrônico Ducas.
- Catarina (Ecaterina), que se casou com o futuro imperador Isaac I Comneno.